# Насильницька смерть
Наси́льницька сме́рть — одна з категорій смерті, передбачених соціально-правовою класифікацією походження смерті. Насильницькою смертю прийнято називати смерть, що наступає від механічних ушкоджень, таких, як дія тупих предметів, у тому числі транспортна травма, падіння з висоти, дія гострих предметів, вогнепальної зброї), асфіксії, дії крайніх температур, електричного струму, променевої енергії, низького та високого атмосферного тиску, отруєнь тощо.
За типами впливу на людину факторів зовнішнього середовища відрізняють: 
- механічні фактори — ніж, кастет, вогнепальний снаряд, камінь, автомобіль тощо;
- фізичні фактори — висока або низька температура, високий або низький атмосферний тиск, асфіксії, отруєнь, дії електричного струму, радіоактивного випромінювання, інших видів випромінювання (лазерного, СВЧ та інш.);
- хімічні фактори — кислоти, луги, різні отруйні речовини.

При цьому для визначення категорії смерті неважливо, хто саме застосовує зовнішній фактор впливу до людини — будь-хто сторонній, сам померлий або нещасний випадок. Найголовніше, що смерть настає від зовнішнього впливу, яке не пов'язане з наявними у людини захворюваннями.